# Stagmatopterinae
Sous-famille
Les Stagmatopterinae sont une sous-famille d'insectes, de la famille des Mantidae (mantes).    

## Dénomination
La sous-famille a été décrite par l'entomologiste italien Giglio-Tos en 1919 sous le nom de Stagmatopterinae.  

### Nom vernaculaire
- Stagmatoptérinés en français.

## Taxinomie
Tribu des Stagmatopterini : liste des genres.
- Catoxyopsis (Giglio-Tos, 1914)
- Lobocneme (Rehn, 1911)
- Oxyopsis (Caudell, 1904)
- Parastagmatoptera   (Saussure, 1871)
- Paroxyopsis  (Rehn, 1911)
- Pseudoxyops  (Saussure & Zehntner, 1894)
- Stagmatoptera (Burmeister, 1838)

### Articles liés
- Mantidae
- Liste des genres et des espèces de mantes